# راروتونغا
راروتونغا هي أكبر جزر كوك في المحيط الهادئ تبلغ مسحاتها 67 كم مربع. الجزبرة من أصل بركاني، تبلغ ذروتها عند قمة تي مانغا 653 م. تقع على بعد 1133 كم غرب-جنوب غرب تاهيتي.
راروتونغا هي أكثر جزر كوك اكتظاظا حيث يبلغ عدد السكان حوالي 14800 نسمة
يقع مبنى البرلمان ومطار دولي في آواروآ عاصمة جزر كوك الواقعة على الساحل الشمالي لجزيرة.

## صور

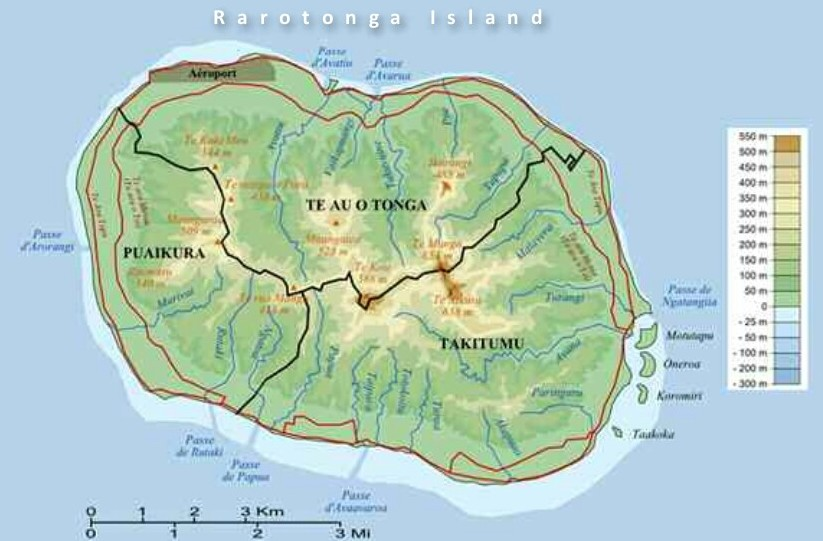
خريطة جزيرة راروتونغا
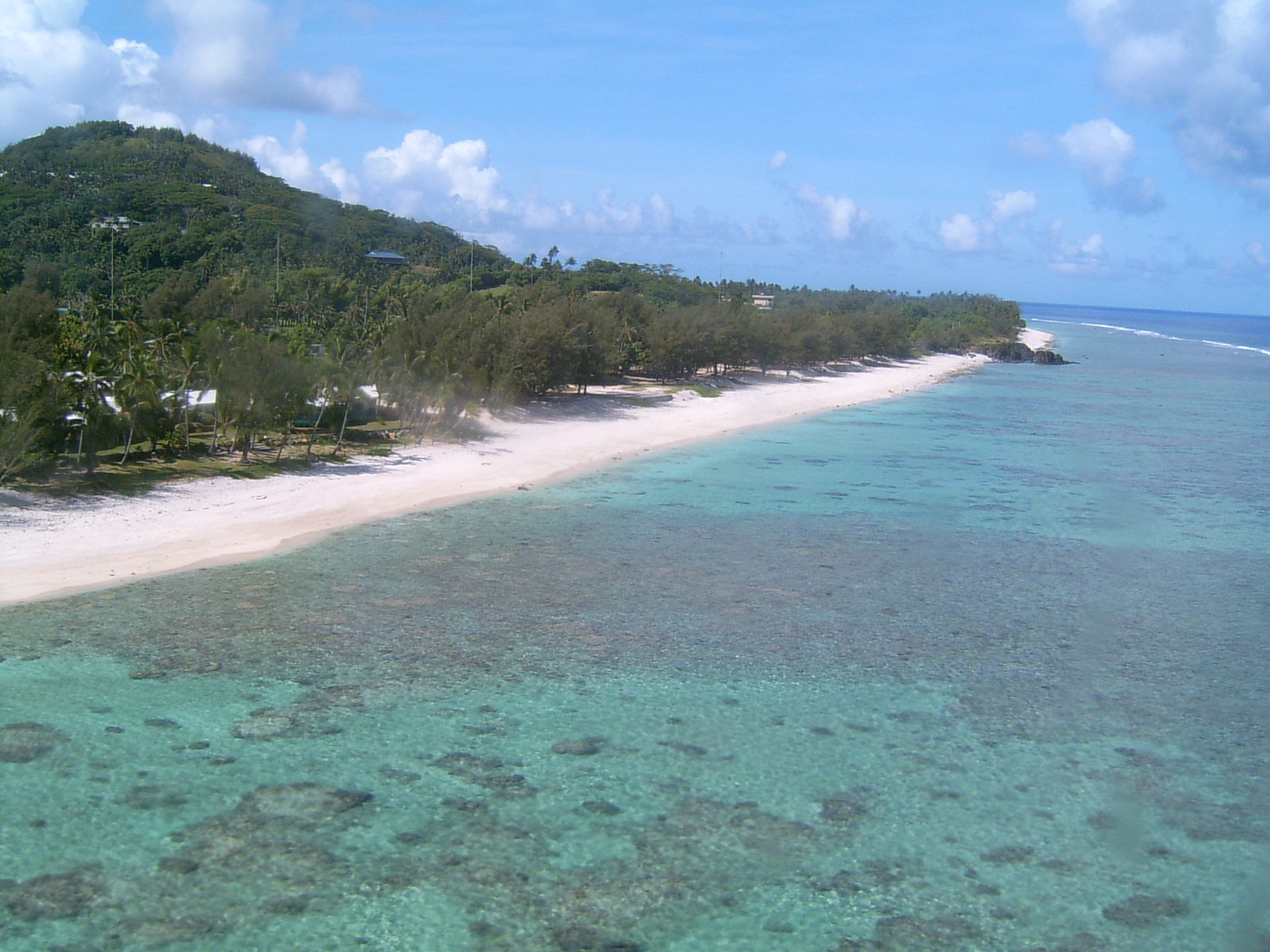
جزيرة راروتونغا